# NGC 5454
NGC 5454 је лентикуларна галаксија у сазвежђу Волар која се налази на NGC листи објеката дубоког неба.
Деклинација објекта је + 14° 22' 55" а ректасцензија 14h 4m 45,7s. Привидна величина (магнитуда) објекта NGC 5454 износи 13,1 а фотографска магнитуда 14,1. NGC 5454 је још познат и под ознакама UGC 8997, MCG 3-36-42, CGCG 103-64, KCPG 412B, PGC 50192.